# Castet
Castet (okzitanisch: Castèth) ist eine französische Gemeinde mit 141 Einwohnern (Stand: 1. Januar 2022) im Département Pyrénées-Atlantiques in der Region Nouvelle-Aquitaine (vor 2016: Aquitanien). Sie gehört zum Kanton Oloron-Sainte-Marie-2 (bis 2015: Kanton Arudy) im Arrondissement Oloron-Sainte-Marie.

## Geografie
Castet liegt etwa 25 Kilometer südsüdwestlich von Pau im Nationalpark Pyrenäen im Tal Vallée d’Ossau am Gave d’Ossau, der hier zum Lac de Castet aufgestaut wird. Umgeben wird Castet von den Nachbargemeinden Louvie-Juzon im Norden und Osten, Louvie-Soubiron im Süden und Südosten, Aste-Béon im Süden und Südwesten sowie Bielle im Westen.

## Bevölkerungsentwicklung
| Jahr                      | 1962 | 1968 | 1975 | 1982 | 1990 | 1999 | 2006 | 2013 |
| Einwohner                 | 255  | 241  | 189  | 189  | 157  | 155  | 159  | 158  |
| Quelle: Cassini und INSEE |      |      |      |      |      |      |      |      |

## Sehenswürdigkeiten

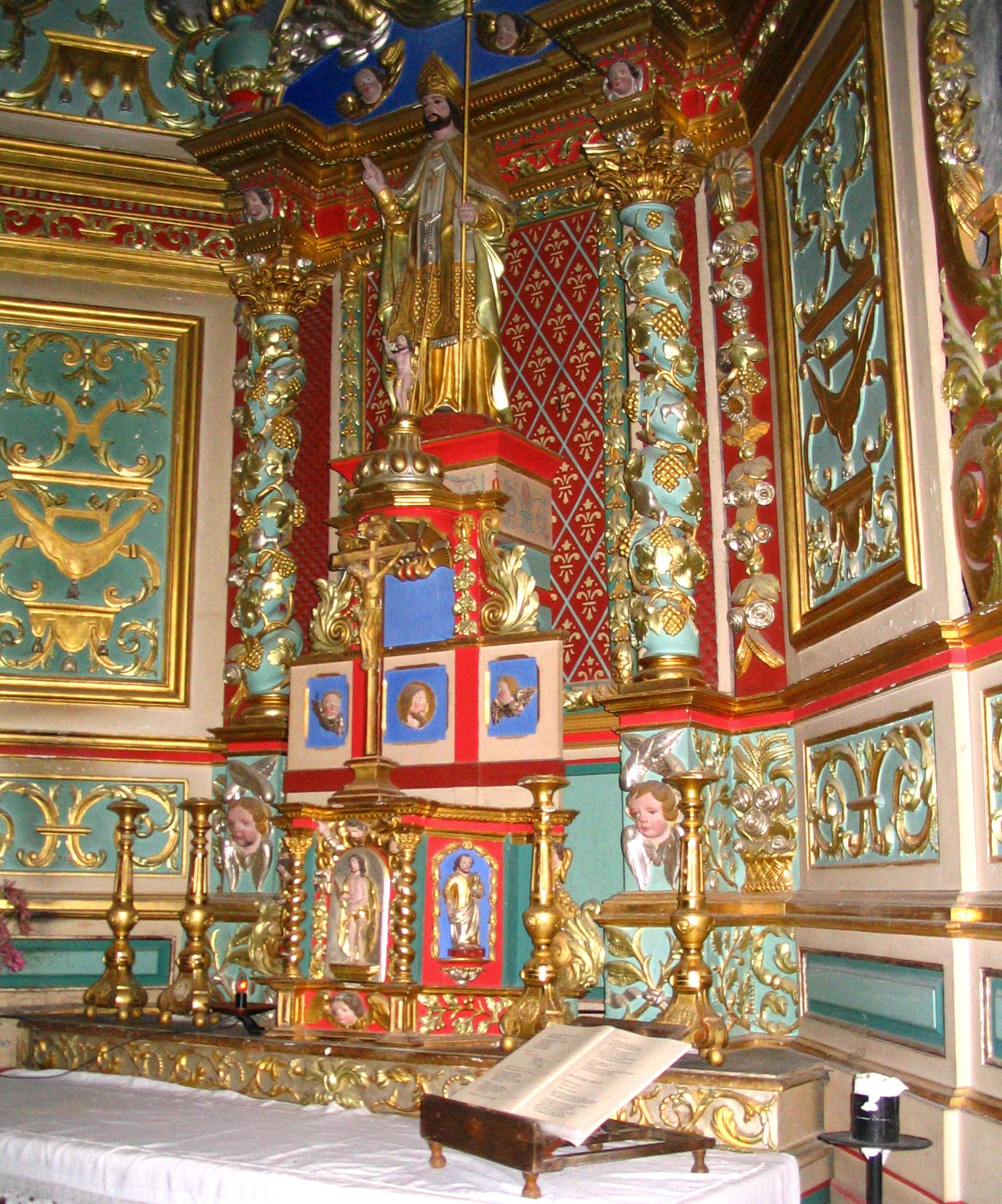
Hochaltar
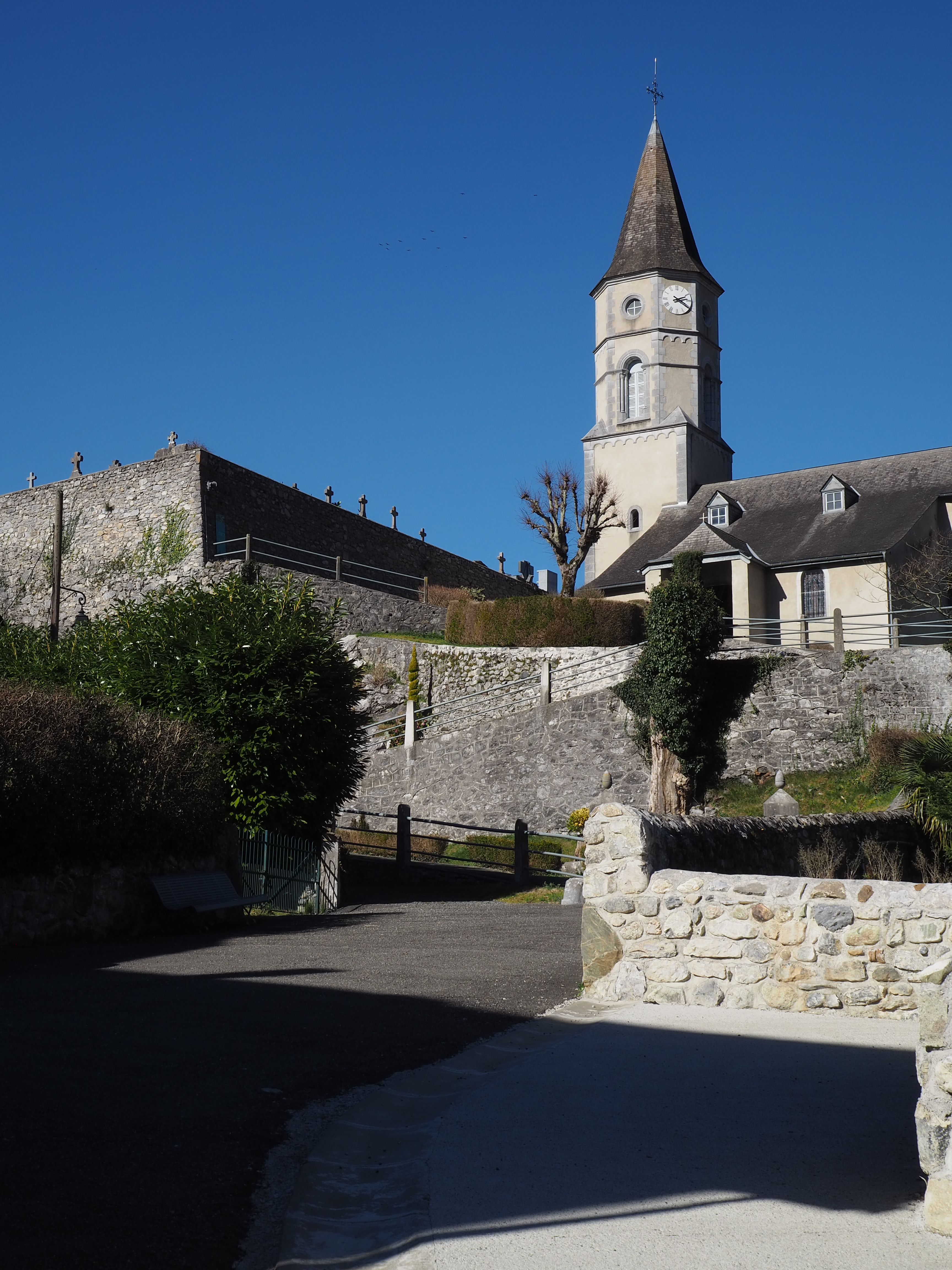
Kirche Saint-Polycarpe

- Kirche Saint-Polycarpe aus dem 11. Jahrhundert, Umbauten aus dem 15./16. Jahrhundert
- Kirche Sainte-Catherine aus dem 15. Jahrhundert